# Boxed Set, Vol. 1
Albums de Led Zeppelin
Coda
(1982) Profiled
(1990)
Led Zeppelin Boxed Set, lancé le 7 septembre 1990, est un coffret de quatre disques compacts incluant les célèbres morceaux remasterisés de Led Zeppelin.
Le coffret est certifié disque de diamant aux États-Unis 

## Le coffret
Le coffret vient avec un livret brillant, rempli d'essais sur Led Zeppelin, écrit par des gens tels que Cameron Crowe et Robert Palmer, en plus de photos inédites du groupe et des informations concises d'enregistrement pour chaque morceau. De plus, la séquence sur chaque disque et de chaque morceau a été remasterisée par Jimmy Page. Le coffret touche chaque album studio de Led Zeppelin, mettant de côté les morceaux live (des albums The Song Remains the Same et How the West Was Won).

### Premier disque
Le premier disque reprend des pièces des trois premiers albums (Led Zeppelin, Led Zeppelin II et Led Zeppelin III), depuis « Whole Lotta Love », « Ramble On », « Communication Breakdown » et « Dazed And Confused » aux pièces plus obscures, telles que la version Coda de « I Can't Quit You Baby », enregistrée d'un soundcheck au Royal Albert Hall en 1970 ; le solo de Jimmy Page dans « White Summer/Black Mountain Side », « Immigrant Song » et le b-side « Hey Hey What Can I Do ». On peut aussi souligner la présence de la rare pièce « Travelling Riverside Blues », « Thank You » et « Your Time Is Gonna Come ».

### Deuxième disque
Le second disque est plus varié, les 15 pièces venant depuis le bestselling quatrième album non-titré. On remarque, par exemple, que l'ordre chronologique est bousculé puisque « The Rain Song » précède « Stairway To Heaven », ainsi que la présence de plusieurs pièces acoustiques telles que « The Battle Of Evermore », « Bron-Y-Aur Stomp », « Tangerine » et « Going To California » avant le blues épique « Since I've Been Loving You ». Enfin, on note des titres populairement catégorisés comme étant amusants, incluant « Black Dog », « Misty Mountain Hop » et naturellement, « D'yer Mak'er ».

### Troisième disque
Le troisième disque du coffret joue sur le côté plus épique, héroïque du groupe. Physical Graffiti est bien représenté par sa vaste pièce infléchie de l'Est, « Kashmir », « Trampled Underfoot », le son fragile de « Ten Years Gone » et « In My Time Of Dying », ce morceau immuable de 11 minutes. Il y a trois titres de Houses of the Holy : le rock « Dancing Days », la pièce puissamment structurée « The Song Remains The Same » et l'épique « No Quarter », basée sur le clavier. « When The Levee Breaks » est inclus dans ce disque et sonne toujours aussi bien, la batterie étant échantillonnée sur des albums tel que Rhymin' & Stealin' des Beastie Boys et Chapterhouse's Pearl. On doit aussi noter deux pièces en provenance de l'album sous-estimé Presence, « For Your Life » et probablement le plus beau moment du groupe, le jam progressif « Achilles Last Stand ».

### Quatrième disque
Le dernier disque contient 14 titres, dont une pièce de Coda retravaillée, « Moby's Dick/Bonzo's Montreux », programmée par Jimmy Page, aux côtés de plusieurs autres morceaux de Coda ; « Ozone Baby », « Poor Tom » et « Wearing and Tearing ». On retrouve également une autre pièce de Houses of the Holy, « The Ocean ». Encore plus de matériel de Physical Graffiti se ramasse sur ce quatrième disque, dont l'expérimentale « In the Light », « Houses Of The Holy » et le titre basé sur une rythmique acoustique, « The Wanton Song ». « Fool In The Rain » n'est qu'une autre piste au son unique et les autres pièces de Presence son intéressantes, comme « Candy Store Rock », puis « Nobody's Fault But Mine » est un autre classique important. Finalement, on retrouve quelques pièces de l'album In Through the Out Door : la vaste « In The Evening », le blues « I'm Gonna Crawl » ainsi que la pièce moderne et synthétisée « All My Love ».

## Titres

### Disque 1
| No  | Titre                                      | Durée |
| --- | ------------------------------------------ | ----- |
| 1.  | Whole Lotta Love                           |       |
| 2.  | Heartbreaker                               |       |
| 3.  | Communication Breakdown                    |       |
| 4.  | Babe I'm Gonna Leave You                   |       |
| 5.  | What Is and What Should Never Be           |       |
| 6.  | Thank You                                  |       |
| 7.  | I Can't Quit You Baby                      |       |
| 8.  | Dazed and Confused                         |       |
| 9.  | Your Time Is Gonna Come                    |       |
| 10. | Ramble On                                  |       |
| 11. | Travelling Riverside Blues (inédite)       |       |
| 12. | Friends                                    |       |
| 13. | Celebration Day                            |       |
| 14. | Hey Hey What Can I Do (inédite)            |       |
| 15. | White Summer/Black Mountain Side (inédite) |       |

### Disque 2
| No  | Titre                       | Durée |
| --- | --------------------------- | ----- |
| 1.  | Black Dog                   |       |
| 2.  | Over the Hills and Far Away |       |
| 3.  | Immigrant Song              |       |
| 4.  | The Battle of Evermore      |       |
| 5.  | Bron-Y-Aur Stomp            |       |
| 6.  | Tangerine                   |       |
| 7.  | Going To California         |       |
| 8.  | Since I've Been Loving You  |       |
| 9.  | D'yer Mak'er                |       |
| 10. | Gallows Pole                |       |
| 11. | Custard Pie                 |       |
| 12. | Misty Mountain Hop          |       |
| 13. | Rock and Roll               |       |
| 14. | The Rain Song               |       |
| 15. | Stairway To Heaven          |       |

### Disque 3
| No  | Titre                     | Durée |
| --- | ------------------------- | ----- |
| 1.  | Kashmir                   |       |
| 2.  | Trampled Under Foot       |       |
| 3.  | For Your Life             |       |
| 4.  | No Quarter                |       |
| 5.  | Dancing Days              |       |
| 6.  | When the Levee Breaks     |       |
| 7.  | Achilles Last Stand       |       |
| 8.  | The Song Remains the Same |       |
| 9.  | Ten Years Gone            |       |
| 10. | In My Time Of Dying       |       |

### Disque 4
| No  | Titre                                                   | Durée |
| --- | ------------------------------------------------------- | ----- |
| 1.  | In the Evening                                          |       |
| 2.  | Candy Store Rock                                        |       |
| 3.  | The Ocean                                               |       |
| 4.  | Ozone Baby                                              |       |
| 5.  | Houses of the Holy                                      |       |
| 6.  | Wearing and Tearing                                     |       |
| 7.  | Poor Tom                                                |       |
| 8.  | Nobody's Fault But Mine                                 |       |
| 9.  | Fool in the Rain                                        |       |
| 10. | In The Light                                            |       |
| 11. | The Wanton Song                                         |       |
| 12. | Moby Dick/Bonzo's Montreux (inédite dans cette version) |       |
| 13. | I'm Gonna Crawl                                         |       |
| 14. | All My Love                                             |       |